# Marcus Paus
Marcus Paus (n. 14 octombrie 1979, Oslo, Norvegia) este un compozitor norvegian. Este unul dintre cei mai cunoscuți compozitori contemporani din Scandinavia. Este cunoscut pentru concentrarea sa asupra tradiției, tonalității și melodiei.